# Linea
Em planetologia, o termo linea (plural lineae) designa uma formação topográfica alongada, escura ou clara, curva ou reta, na superfície de um planeta ou em um satélite natural. O termo vem do latim linea, que designa um risco ou uma linha traçada.